# لورا مویر
لورا مویر (انگلیسی: Laura Muir؛ زادهٔ ۹ مهٔ ۱۹۹۳) دونده اهل بریتانیا است.